# Terremoto della Cilicia del 1268
Il terremoto in Cilicia del 1268 fu uno dei più tremendi, morirono oltre 60 000 abitanti di quello che, all'epoca era il Regno armeno di Cilicia, nell'attuale Turchia. La scossa fu del settimo grado della scala Richter.